# The Evil Touch
The Evil Touch, conocida en castellano bajo el título de El toque satánico es una serie de televisión australiana transmitida originalmente entre 1973 y 1974 por la cadena Nine Network, la cual era producida por el estadounidense Mende Brown (quien, para la época, residía en ese país oceánico), con música del australiano Laurie Lewis y presentada por el actor británico Anthony Quayle.

## Sinopsis
La serie consiste en una antología de inquietantes historias cortas de suspenso, brujería, misterio, crimen, ciencia ficción o terror, que tenían en común el hecho de que sus protagonistas eran personas aparentemente comunes y corrientes quienes, por una u otra razón, se ven llevados a cometer crímenes y, como consecuencia de estos, las tramas de dichas historias eran rematadas, casi siempre, por un final inesperado cuando no sorprendente, y casi siempre en perjuicio de aquellos.
Es de hacer notar que si bien esta serie fue filmada en Sídney, Australia, la misma cuenta con un reparto de estrellas internacionales del ámbito de la angloesfera (en su mayoría, actores de televisión estadounidenses) y, además, los papeles secundarios fueron asignados a actores australianos. Por otra parte, y debido a que desde un principio la misma fue concebida para su exhibición y distribución en el mercado de Estados Unidos -además del hecho de que, en ese entonces, una disposición legal de la FCC establecía que las grandes cadenas de televisión de ese país debían transmitir en horario estelar programas originales y hechos por productoras independientes- se acordó que todo el elenco debía hablar con acento estadounidense, con independencia de su origen. Debido a esto, muchos televidentes creen erróneamente que esta serie es hecha en ese país y, aunado a la relativamente poca información existente de la misma, algunos autores incluso la han ubicado como de producción británica o canadiense.

## Listado de episodios
| Título original                  | Título en castellano               | Fecha de estreno         | Elenco |
| -------------------------------- | ---------------------------------- | ------------------------ | --- |
| The Lake                         | El lago                            | 16 de septiembre de 1973 | Robert Lansing, Anne Haddy, Anna Bowdon. |
| Heart to Heart                   |                                    | 23 de septiembre de 1973 | Mildred Natwick, Peter Sumner, Brian Wenzel, Lynne Murphy. |
| Dr. McDermitt's New Patients     |                                    | 30 de septiembre de 1973 | Richard Lupino, Kim Hunter, John Benton, Pandora Bronsen. |
| The Obituary                     |                                    | 7 de octubre de 1973     | Leslie Nielsen, John Morris, June Thody, Reg Evans, Carole Skinner, Larry Gregory.                                                                                   |
| Happy New Year, Aunt Carrie      | Feliz cumpleaños, tía Carrie       | 14 de octubre de 1973    | Julie Harris, Kevin Miles, Rory Tacchi, Regina Tacchi, Les Berryman, Doreen Warburton, John Llewellyn.                                                               |
| A Game of Hearts                 |                                    | 21 de octubre de 1973    | Darren McGavin, Colin Croft, Judi Farr, Lex Mitchell, Bryan Niland, Johnny Lockwood, Mirren Lee.                                                                     |
| Seeing Is Believing              | Ver para creer                     | 28 de octubre de 1973    | Alfred Sandor, Arna-Maria Winchester, Robert Lansing, John Derum. |
| The Upper Hand                   |                                    | 4 de noviembre de 1973   | Julie Harris, Peter Gwynne, June Salter, Max Cullen. |
| Murder Is for the Birds          |                                    | 11 de noviembre de 1973  | Vic Morrow, Neva Carr-Glynn, Tony Wager, Lyn James, Nat Levison. |
| Marcie                           |                                    | 18 de noviembre de 1973  | Susan Strasberg, Peter Gwynne, Elizabeth Crosby, Reginald Gilliam, David Goddard, Barry Spicer.                                                                      |
| George                           |                                    | 25 de noviembre de 1973  | Darren McGavin, Jack Thompson, Shirley Cameron, Reg Gillam. |
| Scared to Death                  | Aterrorizado                       | 2 de diciembre de 1973   | Mildred Natwick, Jack Thompson, Arna-Maria Winchester, Ben Gabriel.                                                                                                  |
| The Homecoming                   | El visitante                       | 9 de diciembre de 1973   | John Meillon, Mike Dorsey, Harry Guardino, Elaine Lee. |
| Dear Beloved Monster             |                                    | 16 de diciembre de 1973  | Ray Walston, Peter Sumner, Brian Wenzel, Mildred Natwick, Lynne Murphy, Alastair Duncan, Jan Kingsbury.                                                              |
| Campaign 20                      | La campaña política                | 13 de enero de 1974      | James Daly, Jeff Ashby, Carmen Duncan, Tony Bonner, Peter Sumner, Ken Goodlet, Judy Lynn, John Winston, Briony Behets.                                               |
| Faulkner's Choice                | La elección                        | 20 de enero de 1974      | Noel Harrison, Edward Howell, Gerry Duggan, Audine Leeth, Peter Reynolds.                                                                                            |
| Dear Cora, I'm Going to Kill You |                                    | 27 de enero de 1974      | Carol Lynley, Bruce Barry, Dennis Clinton, Charles McCallum, Roger Millis, Sandy Harbutt.                                                                            |
| The Trial                        |                                    | 3 de febrero de 1974     | Ray Walston, Willie Fennell, Reg Midway, Neva Carr-Glynn, Carole Skinner, Wendy Playfair, John Armstrong, Queenie Ashton, Dennis Clinton, Horst Pladdies, Jim Maham. |
| The Fans                         | Los admiradores                    | 10 de febrero de 1974    | Vic Morrow, Alfred Sandor, Enid Lorimer, Queenie Ashton, Mike Dorsey, Kevin Howard.                                                                                  |
| Kadaitcha Country                |                                    | 24 de febrero de 1974    | Leif Erickson, Rowena Wallace, Tony Bonner, Jack Thompson, Tony Wager, Lindsey Roughsey.                                                                             |
| Gornak's Prism                   | El prisma de Gornak                | 3 de marzo de 1974       | Darren McGavin, Joseph Fürst, Kathie Browne. |
| The Voyage                       |                                    | 10 de marzo de 1974      | Leslie Nielsen, Terence Cooper, Jill Forster, Patricia Leehy, Deryck Barnes, Maggi Gray.                                                                             |
| Death by Dreaming                | Muerte en sueños                   | 24 de marzo de 1974      | Tom Farley, Carol Lynley, Sandy Harbutt, Harry Lawrence, Ralph Meeker, Don Philps, Kay Taylor, Owen Weingott.                                                        |
| Never Fool with a Gypsy Icon     | Nunca te burles de un icono gitano | 31 de marzo de 1974      | Ralph Meeker, Harry Lawrence, Don Philps, Tom Farley, Kay Taylor, Brian Wenzel, Sylvia Silk.                                                                         |
| They                             | Ellos                              | 2 de junio de 1974       | Harry Guardino, Alexandra Hines, Stephen de Carteret, Tim Elliott, Peter Reynolds, Paul Archer, Jenny Brooks, Glenn Ella, Anna Hruby, Mark Lee, Yves Stening.        |
| Wings of Death                   |                                    | 9 de junio de 1974       | Kim Hunter, Don Reid, Mel Welles, Alfonso San Félix, Louis Wishart, Pamela Bamberger, Jean-Claude Ascot, Paul San Félix.                                             |